# Calgary-Ouest (circonscription provinciale)
Circonscription électorale provinciale du Canada
Calgary-Ouest est une circonscription électorale provinciale de l'Alberta (Canada). Elle est l'ancien siège de premier ministre Peter Lougheed. Son député actuel, depuis une élection partielle en 2014, est le conservateur Mike Ellis.

## Liste des députés
| Années | Années          | Député            | Parti politique           |
| ------ | --------------- | ----------------- | ------------------------- |
|        | 1959 - 1963     | Donald Fleming    | Créditiste                |
|        | 1963 - 1967     | Donald Fleming    | Créditiste                |
|        | 1967 - 1971     | Peter Lougheed    | Progressiste-Conservateur |
|        | 1971 - 1975     | Peter Lougheed    | Progressiste-Conservateur |
|        | 1975 - 1979     | Peter Lougheed    | Progressiste-Conservateur |
|        | 1979 - 1982     | Peter Lougheed    | Progressiste-Conservateur |
|        | 1982 - 1986     | Peter Lougheed    | Progressiste-Conservateur |
|        | 1986 - 1989     | Elaine McCoy      | Progressiste-Conservateur |
|        | 1989 - 1993     | Elaine McCoy      | Progressiste-Conservateur |
|        | 1993 - 1997     | Danny Dalla-Longa | Libéral                   |
|        | 1997 - 2001     | Karen Kryczka     | Progressiste-Conservateur |
|        | 2001 - 2004     | Karen Kryczka     | Progressiste-Conservateur |
|        | 2004 - 2008     | Ron Liepert       | Progressiste-Conservateur |
|        | 2008 - 2012     | Ron Liepert       | Progressiste-Conservateur |
|        | 2012 - 2014     | Ken Hughes        | Progressiste-Conservateur |
|        | 2014 - 2015     | Mike Ellis        | Progressiste-Conservateur |
|        | 2015 - (actuel) | Mike Ellis        | Progressiste-Conservateur |